# ألفرد وود
ألفرد وود (بالإنجليزية: Alfred Wood)‏ (1 يناير 1879 في المملكة المتحدة - ) هو لاعب كرة قدم بريطاني (وحمل سابقاً جنسية المملكة المتحدة لبريطانيا العظمى وأيرلندا) في مركز الهجوم. لعب مع نادي بلاكبول ونادي بيرنلي ونادي ووركينغتون.